# Erik Visser (politicus)
Erik Cornelis Visser (Amsterdam, 19 juni 1935 - aldaar, 27 oktober 1997) was een Nederlands politicus die lid was van de Tweede Kamer voor D66.
Visser (oud-leerling van het Vossius Gymnasium) was een D66'er van het eerste uur, die in de eerste D66-Tweede Kamerfractie buitenland-woordvoerder was. Hij studeerde geschiedenis en was voor zijn Kamerlidmaatschap journalist bij 'Het Parool'. Hij was mede-initiatiefnemer van een wetsvoorstel over beperking van de filmkeuring. Hij stapte na zijn Kamerlidmaatschap over naar de VVD.
Visser werd in 1995 ziek en overleed twee jaar later op 62-jarige leeftijd.
- Biografisch Portaal: 94265576
- Parlement.com: vg09llc0xfq9